# Pattensen
Pattensen är en stad i Region Hannover i förbundslandet Niedersachsen i Tyskland.